# Цу
Цу (яп. 津市 Цу-си) — город в Японии, административный центр префектуры Миэ. Расположен на берегу залива Исе. Площадь города составляет 710,81 км², население — 280 737 человек (1 июня 2014), плотность населения — 394,95 чел./км².

## История
Первоначально на месте города образовалась крепость. Во время периода Эдо Цу стал местом остановок паломников, следующих в Исе, расположенный в 40 км к юго-востоку. Современный город был основан 1 апреля 1889 года. Во время американских бомбардировок в 1945 году Цу подвергся значительному разрушению, однако после войны был восстановлен и сохраняет своё значение.

## Население
Население города составляет 280 737 человек (1 июня 2014), а плотность — 206,13 чел./км². Изменение численности населения с 1980 по 2005 годы:
| 1980 | 265 443 чел. |  |
| 1985 | 273 817 чел. |  |
| 1990 | 280 384 чел. |  |
| 1995 | 286 519 чел. |  |
| 2000 | 286 521 чел. |  |
| 2005 | 288 538 чел. |  |

## Экономика
В городе базируются компании Imuraya Confectionery (сладости на основе адзуки) и SEI Corporation (аккумуляторы), завод и исследовательский центр компании Cabot Microelectronics (электронные компоненты), заводы автокомплектующих Aichi Machine Industry и Yutaka Giken, заводы электроники и комплектующих Kuramoto и Panasonic, заводы промышленного оборудования и комплектующих Nabtesco Corporation и Nakagawa Mfg., химический завод Kureha Elastomer, оператор кабельного телевидения ZTV, региональный Tsu Shinkin Bank, судоверфи Tsu Shipyard («Цу дзигё», входят в состав Japan Marine United, ранее — JFE Holdings), несколько рыболовных портов. Важное значение имеют транспорт (морской порт), торговля (торговые центры AEON Tsu и AEON TOWN Tsu Shiroyama), туризм (среди главных достопримечательностей — замок Цу).

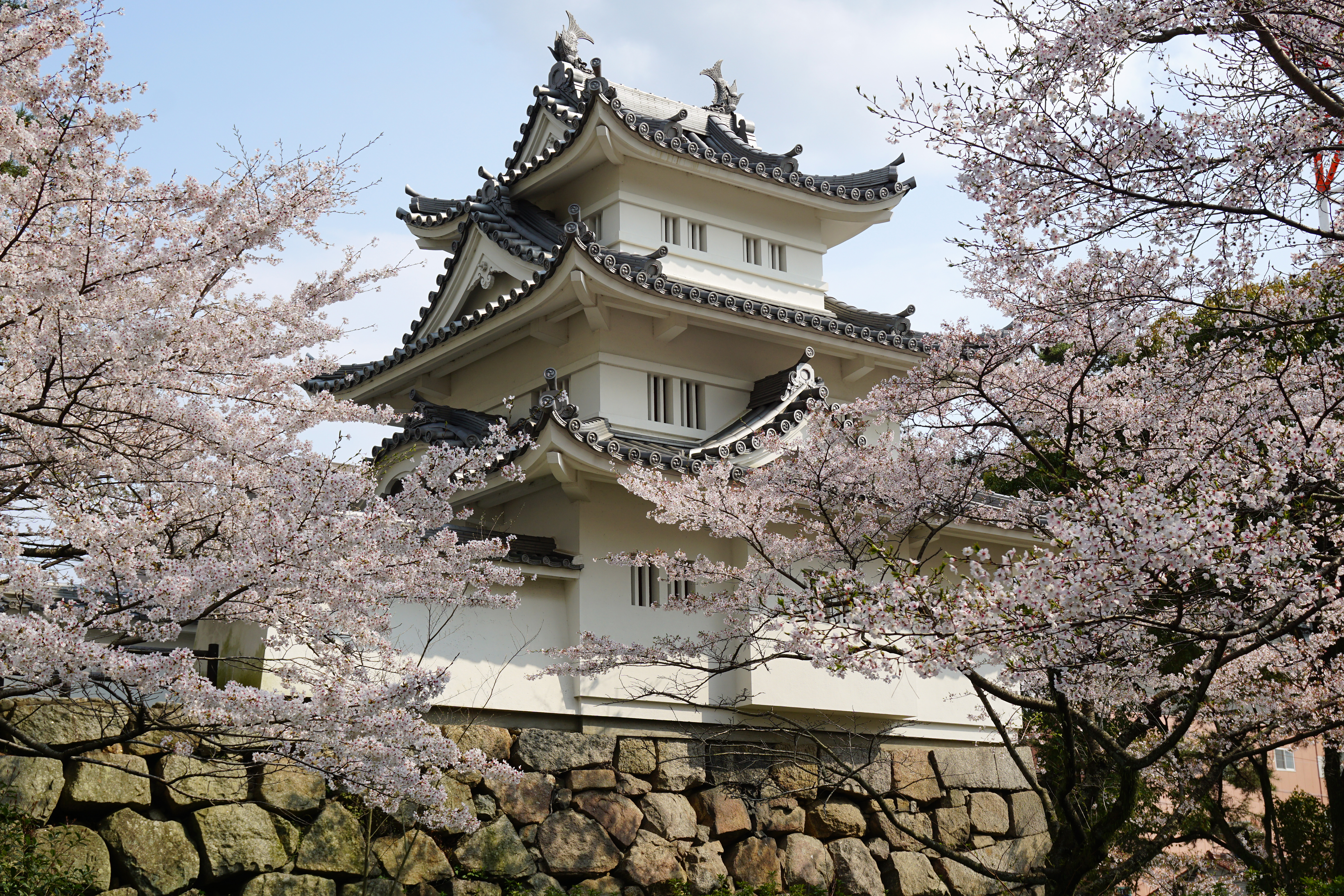
Замок Цу
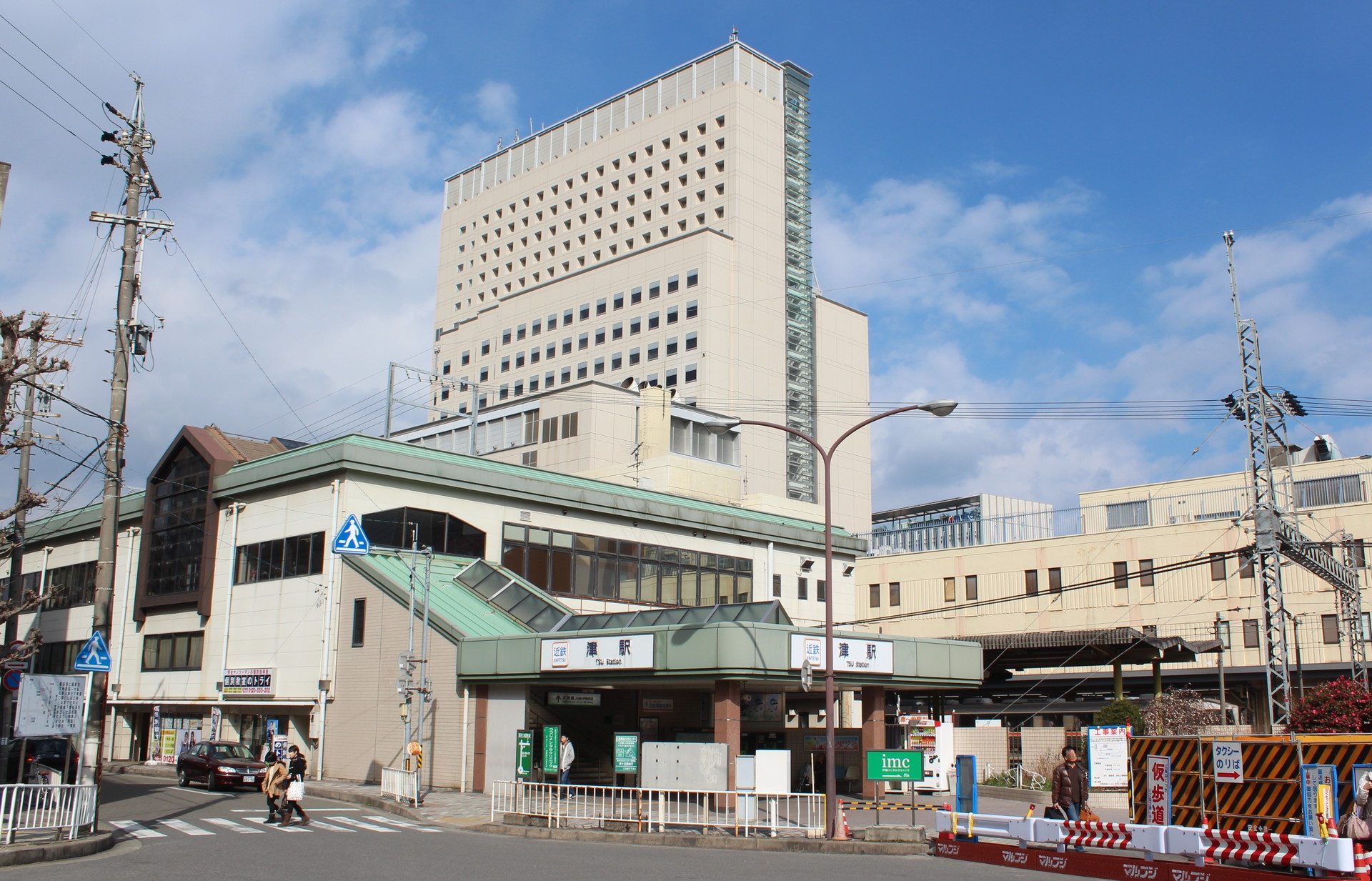
Вокзал Цу
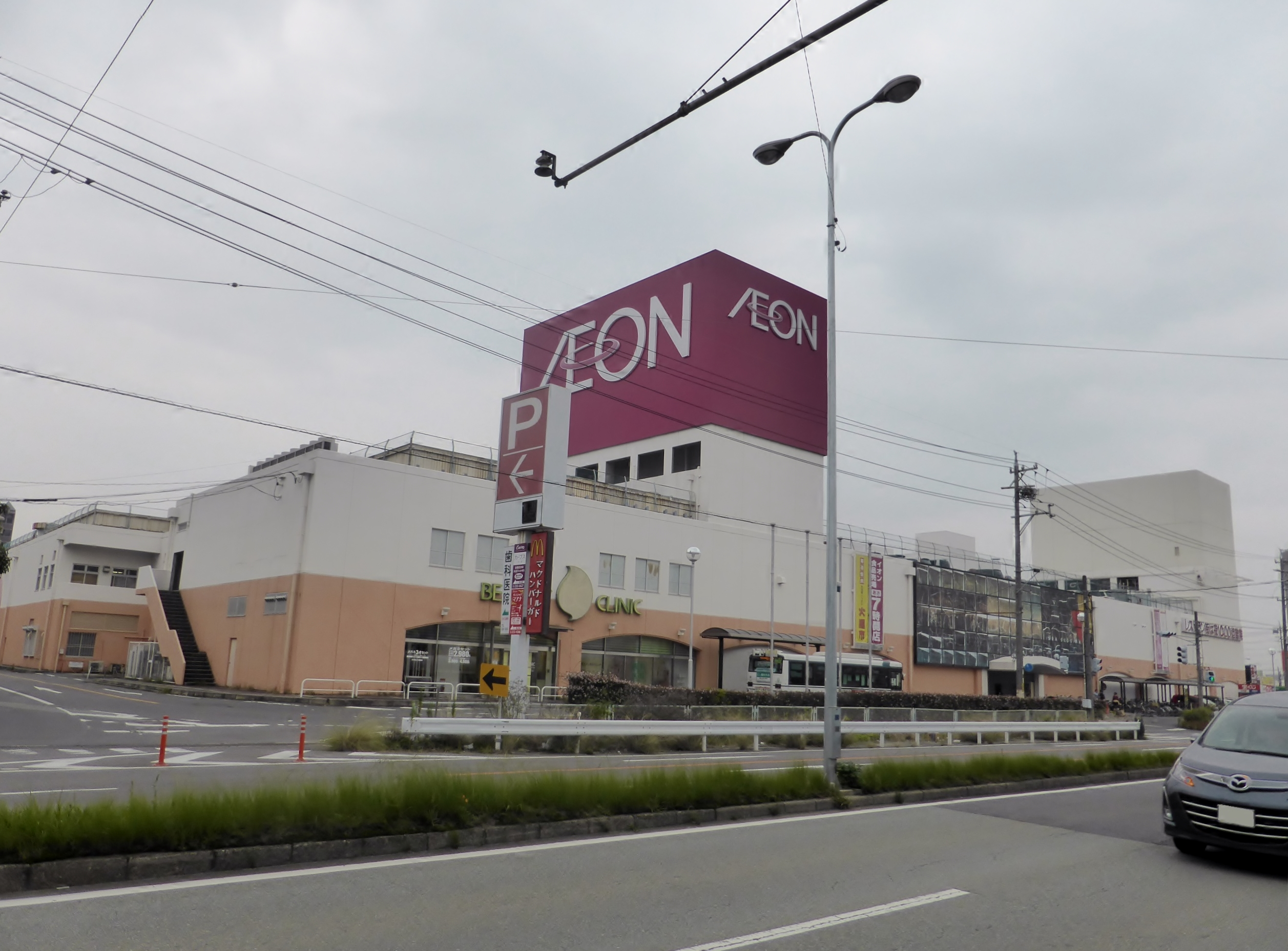
Торговый центр AEON Tsu
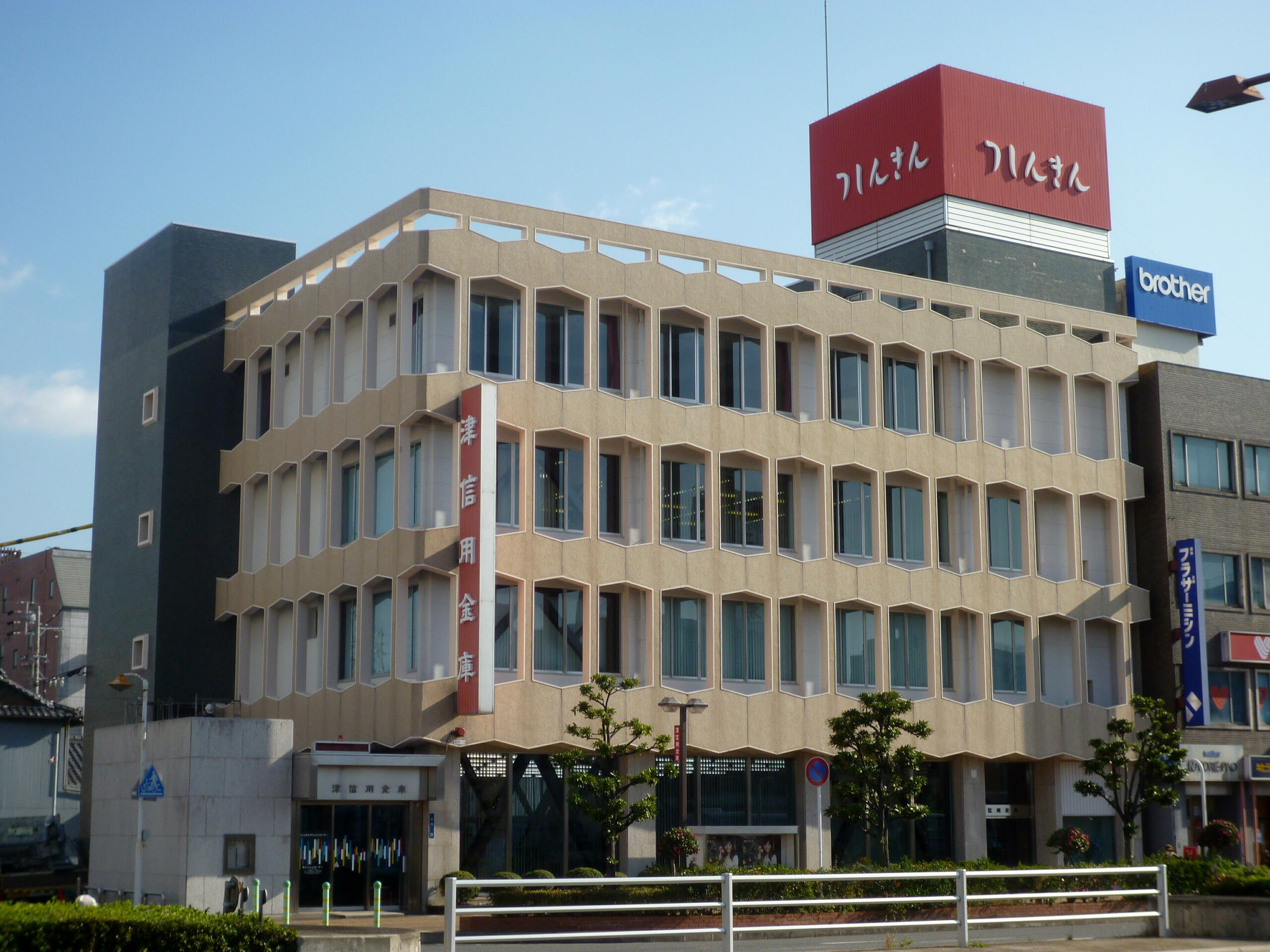
Офис Tsu Shinkin Bank
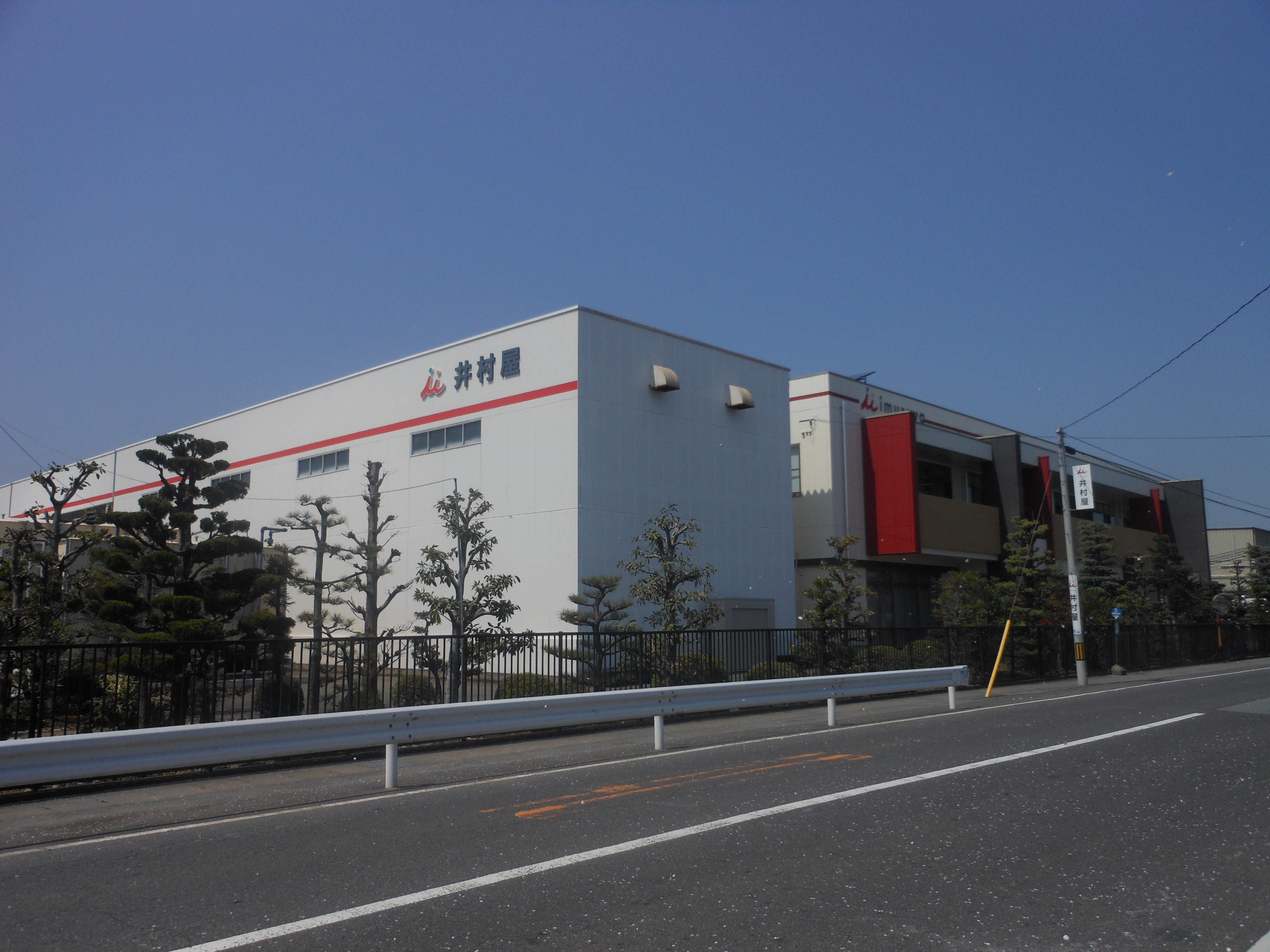
Офис Imuraya Group

## Образование
В городе Цу находится Университет Миэ, единственный во всей префектуре.

## Города-побратимы
- Озаску, Бразилия (1976)
- Чжэньцзян, Китай (1984)
- Хигасисиракава, Япония (1989)
- Сюнан, Япония (1990)
- Камифурано, Япония (1997)